# 勒鲁热
勒鲁热（法語：Le Rouget，法語發音：[lə ʁuʒɛ]）是法国康塔尔省的一个旧市镇，位于该省西南部，属于欧里亚克区。2016年1月1日，勒鲁热和相邻的佩尔斯合并为新市镇勒鲁热-佩尔斯（Le Rouget-Pers），勒鲁热为政府驻地。

## 地理
勒鲁热（44°51'16"N, 2°13'54"E）面积8.23 平方千米，位于法国奥弗涅-罗讷-阿尔卑斯大区康塔爾省，该省份为法国中南部省份，位于法國中央高原中心，北起科雷兹省、上盧瓦爾省和多姆山省，西接洛特省和科雷兹省，南至阿韦龙省和洛特省，东临上盧瓦爾省和洛泽尔省。
与勒鲁热接壤的市镇（或旧市镇、城区）包括：凯罗尔、翁普、佩尔斯、鲁梅古、圣马梅-拉萨尔沃塔。

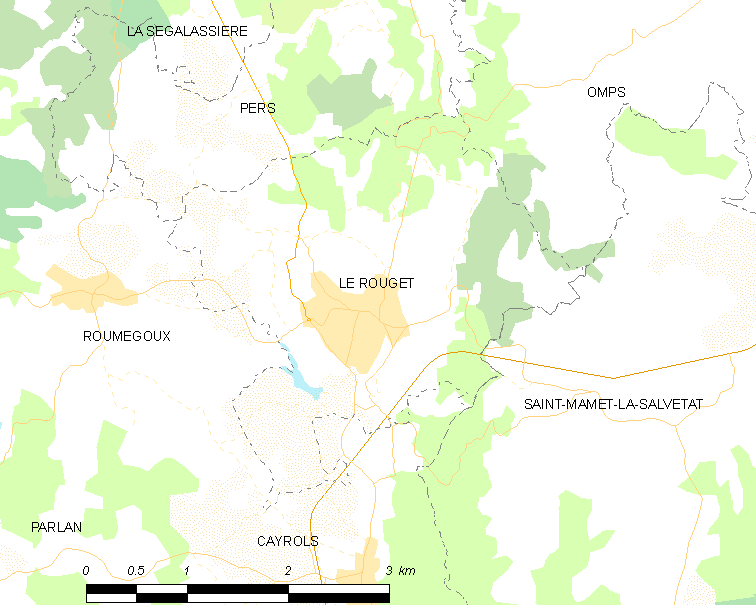
勒鲁热的OSM定位图

勒鲁热的时区为UTC+01:00、UTC+02:00（夏令时）。

## 行政
勒鲁热的邮政编码为15290，INSEE市镇编码为15268。

## 政治
勒鲁热所属的省级选区为圣保罗德朗德县。

## 人口

1962-2008年间勒鲁热人口变化图示

勒鲁热于2018年1月1日时的人口数量为963人。